# Dimitris Tsatsos
Dimitris Th. Tsatsos (griechisch Δημήτρης Θ. Τσάτσος, * 5. Mai 1933 in Athen; † 24. April 2010 ebenda) war ein griechischer Rechtswissenschaftler und von 1994 bis 2004 Mitglied des Europäischen Parlaments. Er war der Sohn des Politikers und Juristen Themistoklis Tsatsos (1906–1971) und ein Neffe des früheren Staatspräsidenten Konstantinos Tsatsos.

## Leben
Nach dem Studium der Rechtswissenschaften an der Universität Athen und der Ruprecht-Karls-Universität Heidelberg erfolgten die Promotion und die erste Habilitation an der Universität Athen. 1968 erhielt Dimitris Tsatsos unter der griechischen Militärdiktatur keine Vorlesungserlaubnis vor Ort. Er habilitierte sich deshalb 1968 ein zweites Mal an der Rechts- und Wirtschaftswissenschaftlichen Fakultät der Universität Bonn. Dort lehrte er bis 1974 als Professor. Von 1974 bis 1980 war Tsatsos Professor für Verfassungsrecht an der Aristoteles-Universität Thessaloniki. Während dieser Zeit engagierte er sich politisch als Mitglied des ersten Nachdiktaturparlaments. Von 1980 bis 1989 war er Inhaber des Lehrstuhls für Verfassungsrecht an der Panteion-Universität Athen. Gleichzeitig lehrte er als ordentlicher Professor für Deutsches und Ausländisches Staatsrecht an der Fernuniversität Hagen. Von 1991 bis 1997 war er zusätzlich Direktor des Instituts für Deutsches und Europäisches Parteienrecht in Düsseldorf.
1994 bis 2004 war Tsatsos Mitglied des Europäischen Parlamentes in der Fraktion der Sozialdemokratischen Partei Europas. Er war Doktorvater des langjährigen Bundesvorsitzenden der FDP, Guido Westerwelle, und des Altenaer Bürgermeisters Andreas Hollstein (CDU).

## Auszeichnungen
- 1995: Kulturpreis Europa
- 1998: Bundesverdienstkreuz Erster Klasse
- 2001: Ehrendoktorwürde der juristischen Fakultät der Aristoteles-Universität Thessaloniki
- 2002: Großes Verdienstkreuz des Verdienstordens der Bundesrepublik Deutschland
- 2007: Ehrendoktor an der politikwissenschaftlichen Fakultät der Universität Kreta
- 2008: Ehrendirektor des Instituts für Europäische Verfassungswissenschaften an der FernUniversität in Hagen. Nach seinem Tod wurde es im April 2010 nach ihm benannt: Dimitris-Tsatsos-Institut für Europäische Verfassungswissenschaften
- 2009: Ehrendoktorwürde der sozialwissenschaftlichen Fakultät der Universität des Peloponnes

Tsatsos war Ehrenbürger von Skiathos, Chersonissos und Neapoli (Kreta).